# Sebastian Karlsson Grach
Sebastian Karlsson Grach (Djursholm, 6 mei 2001) is een Zweedse voetballer die als aanvaller voor FC Den Bosch speelt.

## Carrière
Karlsson Grach speelde in zijn jeugdjaren voor de plaatselijke FC Djursholm. Zijn debuut in het betaald voetbal maakte hij in 2020 bij Östersunds FK. Op het hoogste Zweedse niveau, de Allsvenskan. De ploeg degradeerde in dat seizoen naar de Superettan, waardoor de spits drie seizoenen op het tweede niveau voetbalde. Hij kwam in totaal tot eenennegentig wedstrijden waarin hij dertien keer scoorde.
Op 21 december 2024 werd bekend dat de Zweed voor tweeënhalf seizoen heeft getekend bij FC Den Bosch. Zijn debuut aldaar maakte hij op 18 januari 2025 in de met 5-0 verloren uitwedstrijd tegen MVV Maastricht. Karlsson Grach kwam in de eenenzeventigste minuut in het veld voor Kévin Monzialo. Zes dagen later scoorde de spits, die tot zijn vijftiende aan thaiboksen deed, tegen TOP Oss zijn eerste doelpunt. In de derde minuut van de blessuretijd van de tweede helft tikte hij, als invaller, op aangeven van Hicham Acheffay de 1-0 binnen. Op 27 januari kreeg de Zweed zijn eerste basisplaats. In de met 2-0 gewonnen thuiswedstrijd tegen Jong FC Utrecht maakte hij in de tweede minuut, op aangeven van Monzialo, de openingstreffer. Op 31 januari 2025, in zijn vierde wedstrijd voor FC Den Bosch, raakte de aanvaller geblesseerd aan zijn knie en was zijn seizoen voorbij.